# Songjiang
Songjiang (chinois : 松江新城 ; pinyin : sōngjiāng xīnchéng ; litt. « ville nouvelle de Songjiang ») ou Sungkiang est un bourg ayant un statut ville nouvelle et située dans le district de Songjiang à Shanghai. La ville nouvelle de Songjiang fait partie du plan d'aménagement « Une ville, neuf bourgs ».